# Камерау
Камерау (нім. Chamerau) — громада в Німеччині, розташована в землі Баварія. Підпорядковується адміністративному округу Верхній Пфальц. Входить до складу району Кам.
Площа — 23,39 км2. Населення становить 2583 ос. (станом на 31 грудня 2020).